# 國府宮站
國府宮站（日语：／ Kōnomiya eki */?）是位於愛知縣稻澤市松下，屬於名古屋鐵道（名鐵）的名古屋本線車站。車站編號為NH47。

## 概要
本站鄰近稻澤市的市區，是距離尾張大國靈神社（國府宮）最近的車站，所有列車均停靠此站。
本站在1975年設有每小時2班，於此站折返的普通列車。而過去在日間設有毎小時4班特急列車，當中1班停此站（包括高速列車的前身，其列車於新安城站和此站停車，新安城站通過時此站也通過）。在1999年5月10日成為了標準停車站（所有列車停車）。隨後特急系類別細分為3種，均停此站。
在2005年1月29日時間表修正以前，設有從此站出發的特急列車前往豐橋，在修正後該列車改從岐阜出發前往中部國際機場。隨後直至現時再沒有以此站為起點或終點站的列車運行。在日間至晚上，名古屋方向和岐阜方向的普通列車會使用待避線，與特急系列車運行緩急接續。而1號月台設有夜間停泊列車。

## 歷史
- 1924年（大正13年）2月15日 - 車站啟用。
- 1927年（昭和2年） - 1934年（昭和9年） - 車站名稱的讀法由改為[1][2]。
- 1963年（昭和38年）3月20日 - 車站大廈落成[3]。同月名古屋Shoppi(後來為Pare（日语：パレマルシェ））國府宮店開業[4]。
- 1974年（昭和49年）9月17日 - 增加特急停車班次。
- 1980年（昭和55年）12月22日 - 地下通道啟用[5]，車站閘口改設於地下。
- 1987年（昭和62年）5月 - 設置自動閘機[6]。
- 1999年（平成11年）5月10日 - 所有特急班次停站。
- 2010年（平成22年）12月18日 - 跨站式站房開始啟用。
- 2011年（平成23年）2月11日 - 車站可以使用「manaca」IC卡。
- 2012年（平成24年）2月29日 - 交通儲值卡「Trans Pass（日语：トランパス (交通プリペイドカード)）」的服務終止，此站也不可使用其儲值卡。

## 車站構造
本站為設有待避設備的2面4線島式月台，以及配有車站職員的地面車站。月台南邊（名古屋一方）的地下設有驗票閘口，在名古屋一方則設有跨站式站房和橋上閘口。閘口內設有自動閘機、自動售票機和自動補票機、與設有車站職員當值。在跨站式站房樓梯附近設有「如需要補票的乘客，請使用地下閘口」。地下閘口不能購買定期票等非一般車票。地下閘口在岐阜方向中設置了3台閘機，當中1台在回家繁忙時間時開放。
毎年2月（舊暦正月13日）尾張大國靈神社會舉行國府宮裸體祭(儺追神事)，當時會在岐阜一邊設置臨時閘口（通常為輪椅使用者的出入口），該閘口沒有驗票閘機，無法使用manaca。
| 月台 | 路線       | 方向 | 目的地                       | 備註   |
| ---- | ---------- | ---- | ---------------------------- | ------ |
| 1    | 名古屋本線 | 下行 | 名鐵一宮、名鐵岐阜方向       | 待避線 |
| 2    | 名古屋本線 | 下行 | 名鐵一宮、名鐵岐阜方向       | 本線   |
| 3    | 名古屋本線 | 上行 | 名鐵名古屋、中部國際機場方向 | 本線   |
| 4    | 名古屋本線 | 上行 | 名鐵名古屋、中部國際機場方向 | 待避線 |

### 配線圖
| ← 名古屋方向    | 國府宮站 站內配線略圖 | → 一宮、 岐阜方向 |
| 图例 参考文献： |                       |                   |

### 車站大樓
所有列車均停此站，設有電梯和升降機，由於實施無障礙新法，連接月台與新跨站式站房之間新設了電梯，並於2010年12月18日開始使用。但是跨站式站房與車站東邊出口現時只有樓梯。
月台提高的高度工程已經完成，同時新設全彩LED式出發顯示牌(以往的機械翻頁顯示式出發顯示牌撤走)。自動廣播也有翻新，在廣播中先會說出「目的地」，然後說出「類別」，為名鐵獨有的風格。一般會先說出「類別」後說出「目的地」。
在設有於此站折返列車的時期，那些列車會使用島氏永站一方的渡線。在尾西鐵道中村線開業時至現在，於4號月台還保存設有2條細架空電纜柱。在2010年翻新為PC柱。此外，在月台上蓋設有數類型的款式。在地下車站事務室中設有稻澤市的吉祥物Inappy的毛絨玩偶。
1號月台在一宮、岐阜一邊設有側線，停泊了搗固機。此外，該側線只連接一宮、岐阜方向的路軌。

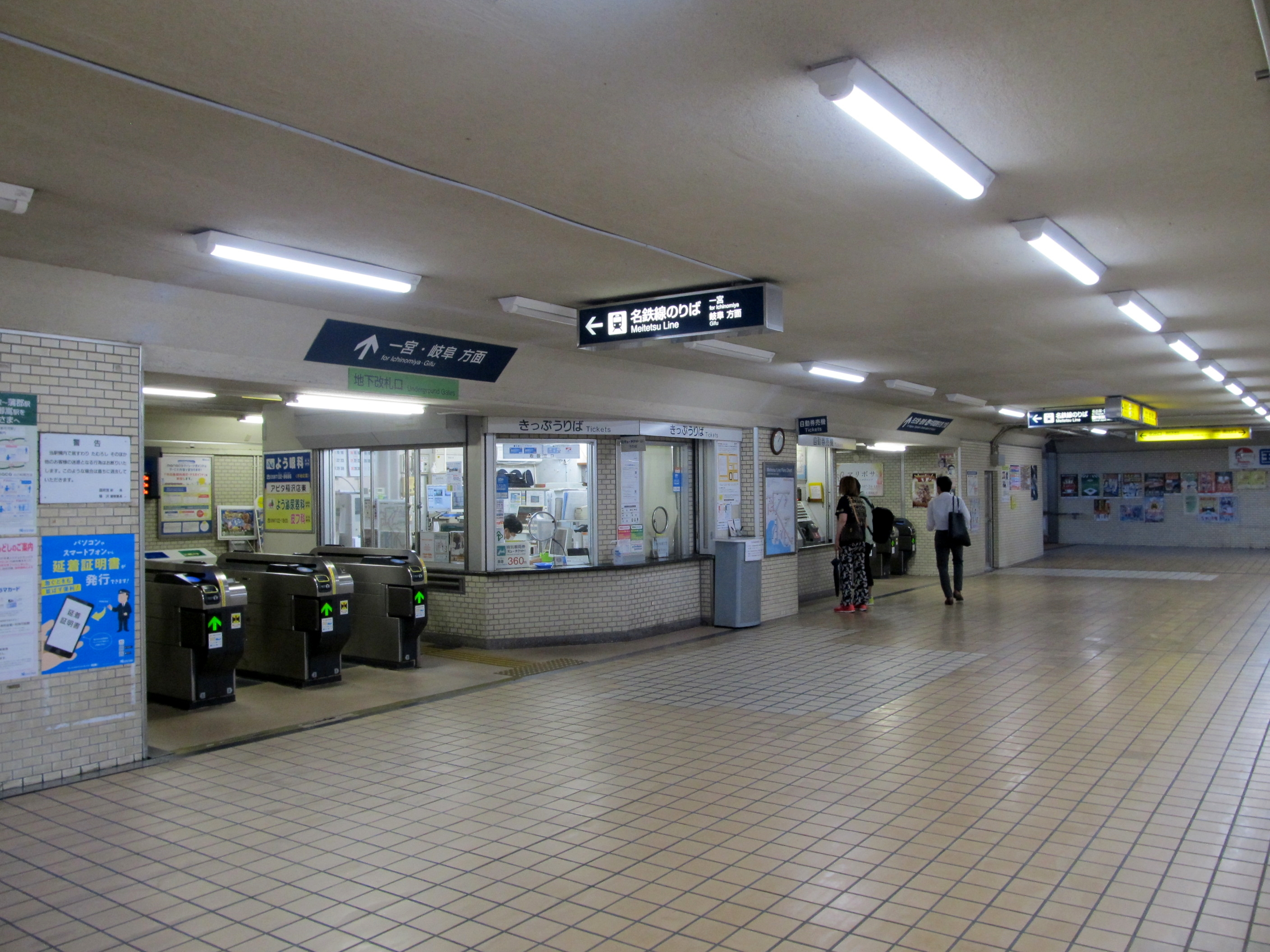
地下驗票閘口 (2022年7月)
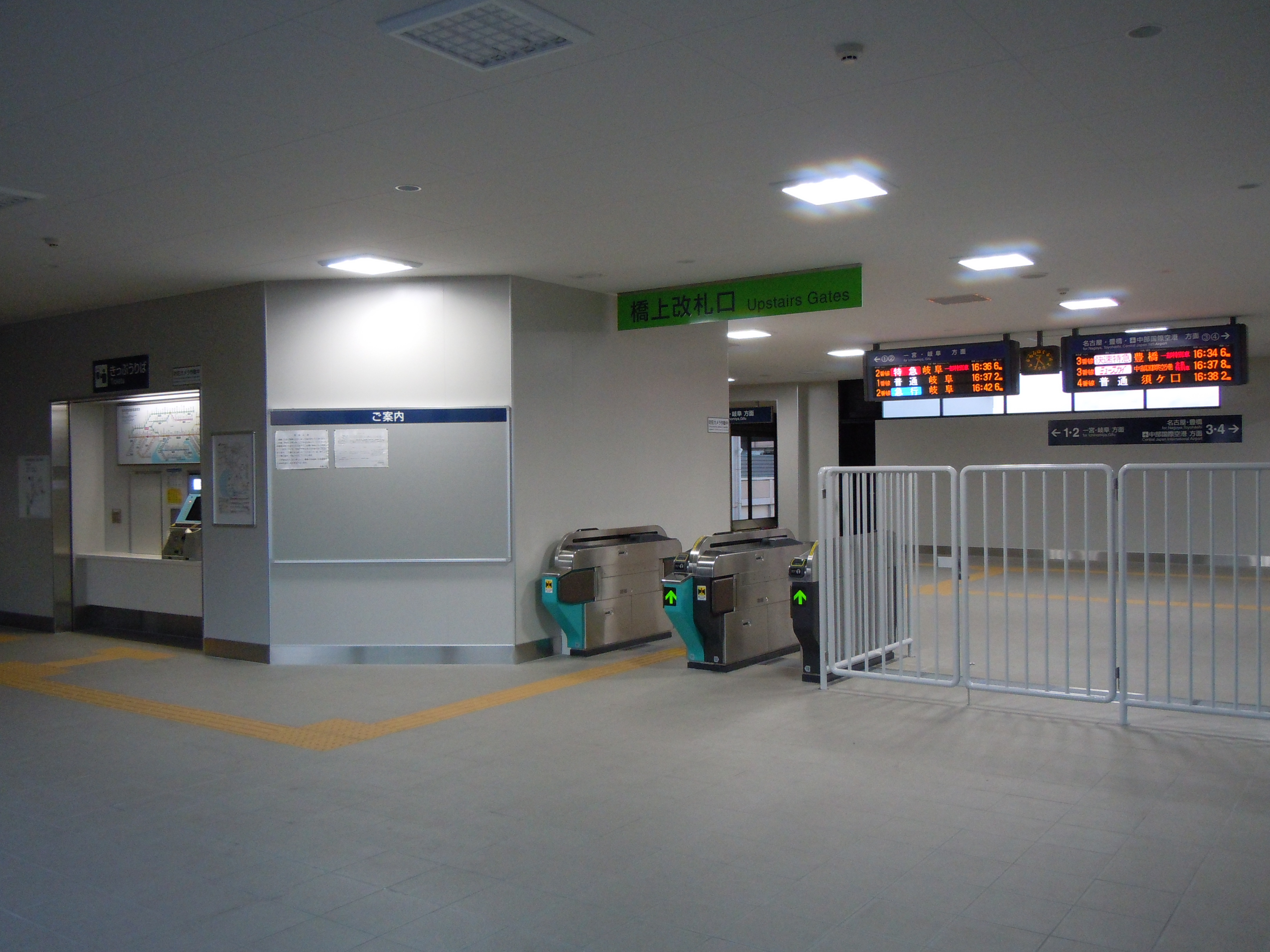
橋上閘口
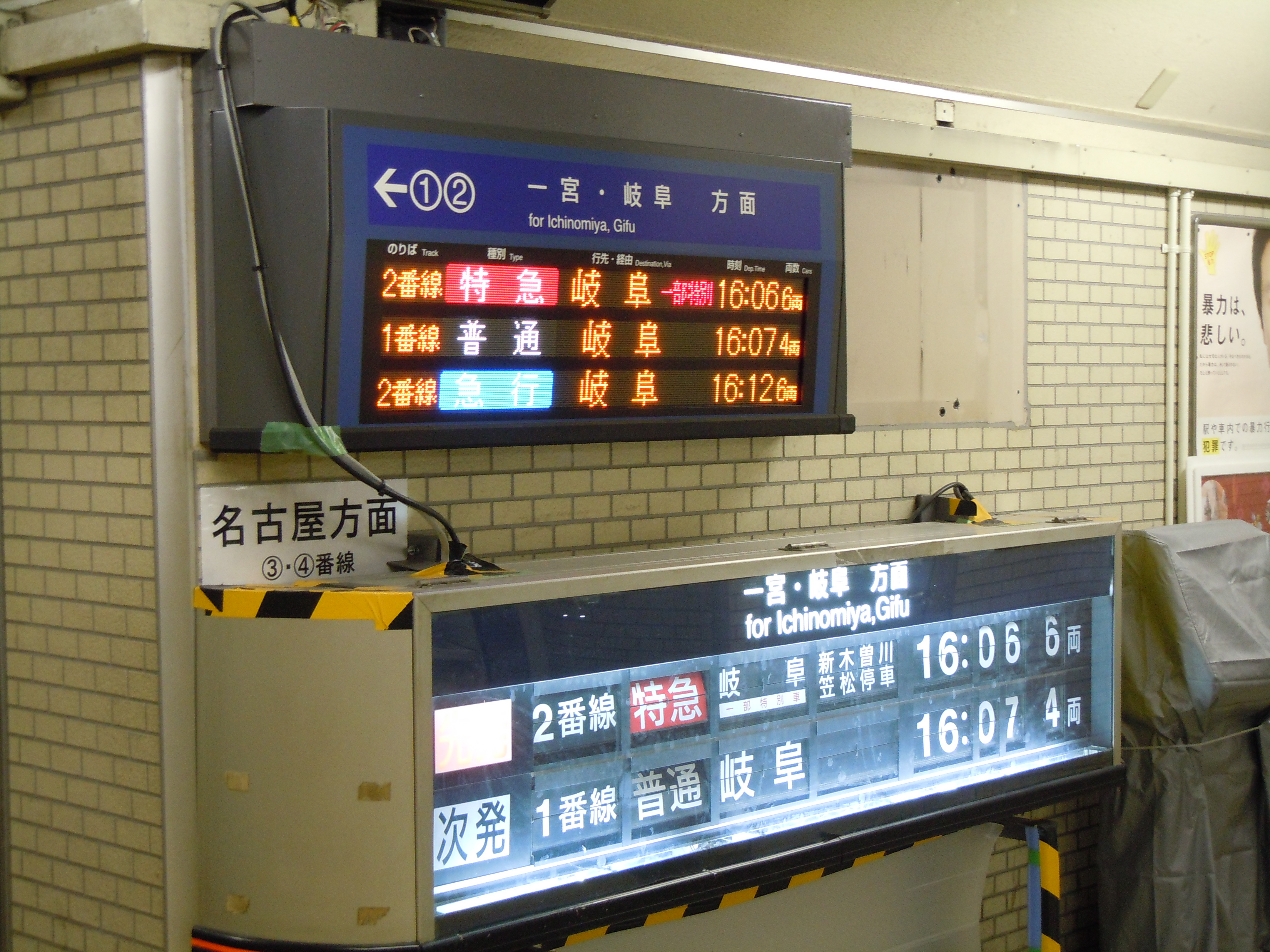
地下閘口與新設LED出發顯示牌與舊式的機械翻頁顯示牌
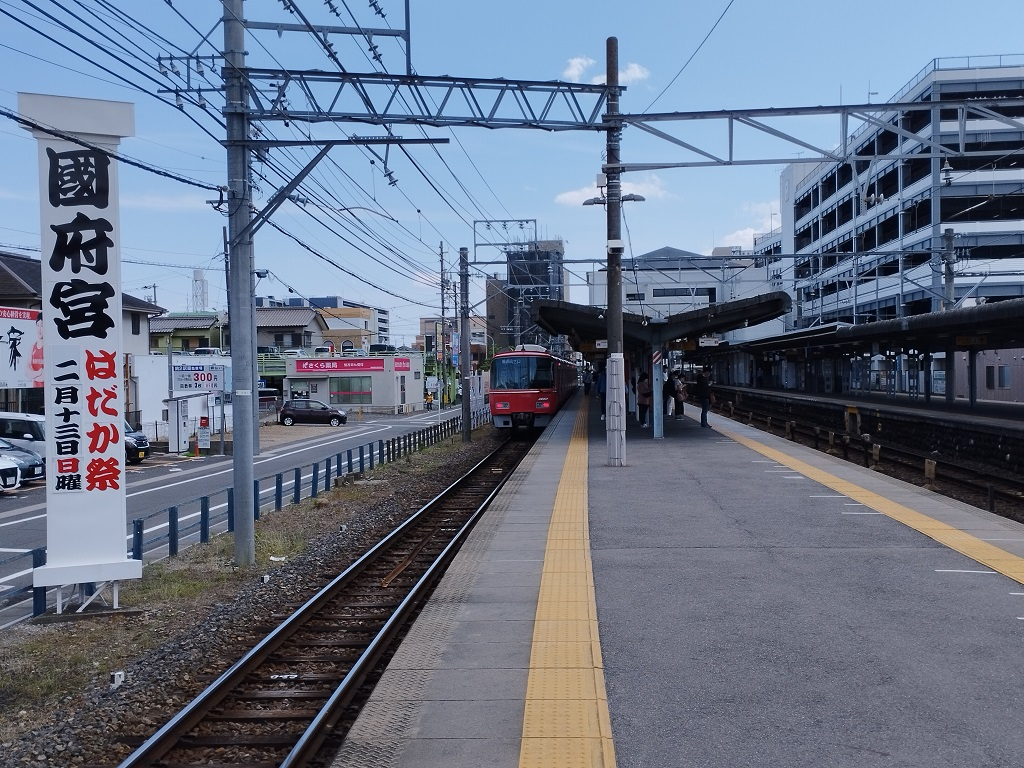
月台 (2022年5月)
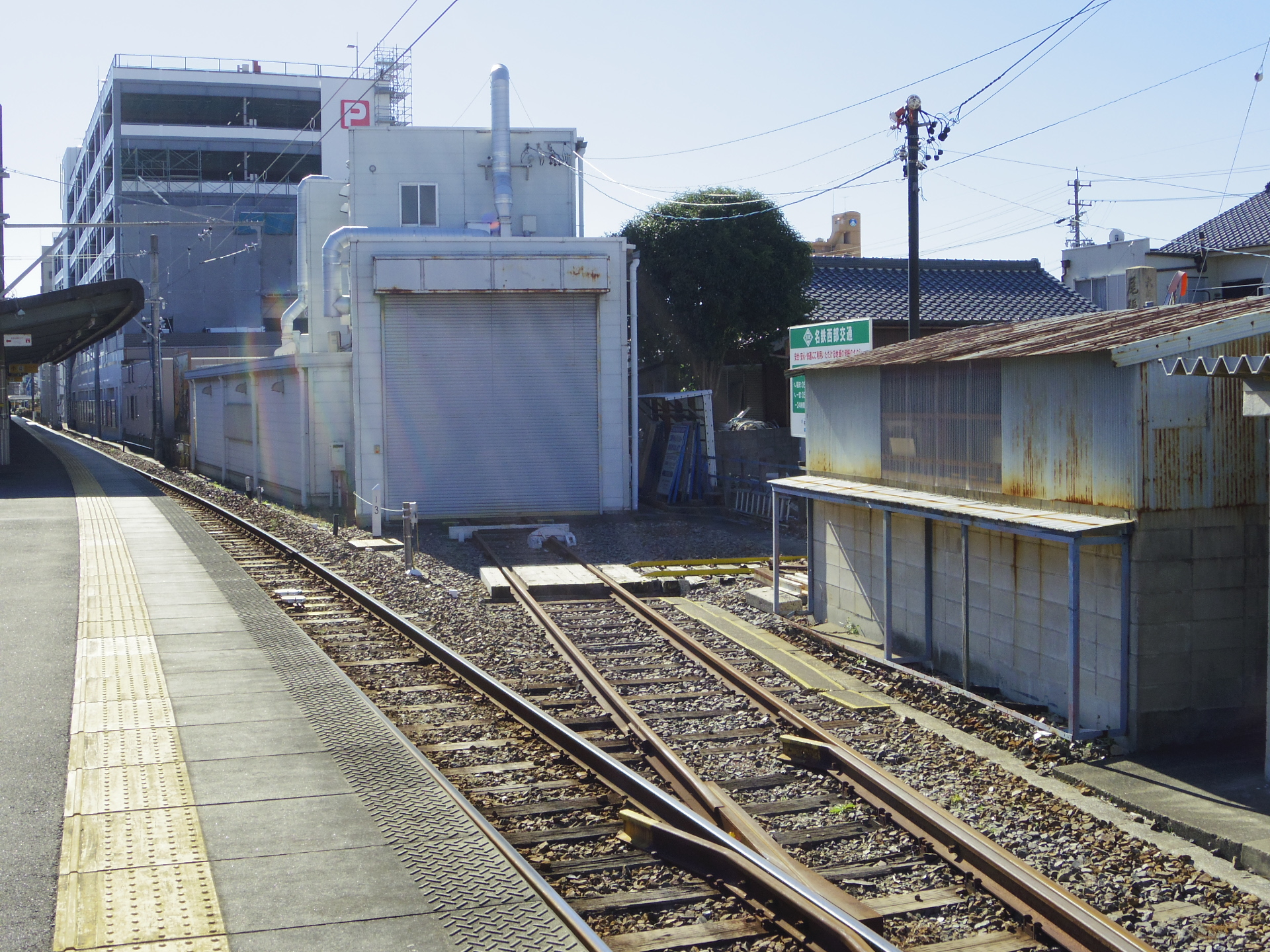
1號月台中的側線（2019年1月）

## 使用狀況
- 在中提及在2013年度，當時1日平均上下車人次為22,441人，為名鐵所有車站（275站）排名第15，名古屋本線（60站）中排名第9[10]。
- 在中提及在1992年度，當時1日平均上下車人次為30,982人，為除岐阜市內線均一車費區間內各站（岐阜市內線、田神線、美濃町線徹明町站至琴塚站之間）外名鐵所有車站（342站）中排名第11，名古屋本線（61站）排名第9[11]。
- 在中提及在1981年度，當時1日平均上下車人次為26,612人，為名鐵所有車站中排名第12[12]。
- 在稻澤市統計資料中，在2017年度1日平均上下車人次為22,861人。以下為近年1日平均上下車、乘車人次的列表：
  - 在年度上下車、乘車人次中，定期票數會除360，定期票外會365（閏年為366），得出平均值。

| 年度               | 1日平均 上下車人次 | 1日平均 乘車人次 |
| ------------------ | ------------------ | ---------------- |
| 2004年（平成16年） | 22,375             |                  |
| 2005年（平成17年） | 23,353             |                  |
| 2006年（平成18年） | 23,276             |                  |
| 2007年（平成19年） | 23,120             |                  |
| 2008年（平成20年） | 22,637             |                  |
| 2009年（平成21年） | 21,374             | 10,655           |
| 2010年（平成22年） | 21,029             | 10,477           |
| 2011年（平成23年） | 21,433             | 10,713           |
| 2012年（平成24年） | 21,827             | 10,910           |
| 2013年（平成25年） | 22,441             | 11,208           |
| 2014年（平成26年） | 22,230             | 11,115           |
| 2015年（平成27年） | 22,515             | 11,244           |
| 2016年（平成28年） | 22,499             | 11,239           |
| 2017年（平成29年） | 22,861             | 11,424           |

此路線不是轉乘車站，但所有列車均停車，同時接近稻澤市市中心。因此此JR稻澤站較多乘客使用。在早上和黃昏的快速特急、特急往名古屋的班次中會有許多人使用。

## 周邊設施
- 名古屋文理大學文化論壇（日语：稲沢市民会館）（稻澤市民會館）
- 稻澤市中央圖書館
- 稻澤國府宮郵局
- 稻澤市民醫院（日语：稲沢市民病院）
- 尾張大國靈神社（國府宮）
- 愛知啓成高等學校
- 愛知文教女子短期大學
- 名古屋文理大學（日语：名古屋文理大学）
- 稻澤市荻須記念美術館（日语：稲沢市荻須記念美術館）
- 稻澤公園
- 稻澤市立稻澤中學
- 稻澤駕駛學校
- 稻澤站（JR）

### 巴士路線
- 名鐵巴士（日语：名鉄バス）國府宮站巴士總站（日语：国府宮駅バスターミナル）（車站西出口的多層停車場大廈第1層）
  - 設有稻澤市社區巴士（日语：稲沢市コミュニティバス）巴士站。

此站設有往尾西線森上站名鐵巴士線。

## 相鄰車站
名古屋鐵道
  名古屋本線
□μ-SKY、□快速特急
名鐵名古屋（NH36）－國府宮（NH47）－名鐵一宮（NH50）
■特急
名鐵名古屋（NH36）－（早上1班往岐阜的列車加須口站（NH42））－國府宮（NH47）－名鐵一宮（NH50）
□快速急行、■急行
新清洲（NH44）－（部分停大里站 (日本)（NH45））－國府宮（NH47）－名鐵一宮（NH50）
■準急
大里（NH45）－國府宮（NH47）－名鐵一宮（NH50）
■普通
奧田（NH46）－國府宮（NH47）－島氏永（NH48）

## 注腳
1. ↑  鐵道省 編 『鐵道停車場一覧 附、相關法規，路線圖費用列表 昭和2年版』p.258 鐵道教育會 1927年 國立國會圖書館數位收藏資料
2. ↑  鐵道省 編 『鐵道停車場一覧 截至昭和9年12月15日』p.306 川口印刷所出版部 1934年 國立國會圖書館數位收藏資料
3. ↑  名古屋鐵道廣報宣傳部（編）. . 名古屋鐵道. 1994: 1010.
4. ↑  名鐵百貨店社史編纂室 『名鉄百貨店開店30周年記念社史』 名鐵百貨店，1985年5月10日。
5. ↑  名古屋鐵道廣報宣傳部（編）. . 名古屋鐵道. 1994: 1048.
6. ↑  名古屋鐵道廣報宣傳部（編）. . 名古屋鐵道. 1994: 570.
7. 1 2  駅時刻表：名古屋鉄道・名鉄バス （页面存档备份，存于），2019年3月24日參閲
8. ↑  電氣車研究會，『鐵道畫刊』通卷第816號 2009年3月 臨時特刊號 「特集 - 名古屋鉄道」，卷末附有「名古屋鉄道 配線略図」
9. ↑  平成22年度　設備投資計画 ～鉄道事業を中心に総額14,645百万円～ （页面存档备份，存于） -名古屋鐵道
10. ↑  名鐵120年史編纂委員會事務局（編）. . 名古屋鐵道. 2014: 160–162.
11. ↑  名古屋鐵道廣報宣傳部（編）. . 名古屋鐵道. 1994: 651–653.
12. ↑  名古屋鐵道（編集）. . 名古屋鐵道. 1983: 36.

## 外部連結
- 國府宮 - 名古屋鐵道